# 順天 (董昌)
順天（じゅんてん）は、中国、唐代に浙東節度使であった董昌が反乱をおこして建てた私年号。895年 - 896年。大聖、天冊、天聖とも作る。

## 西暦との対照表
| 順天 | 元年  | 2年   |
| 西暦 | 895年 | 896年 |
| 干支 | 乙卯  | 丙辰  |